# Forza Rossa Racing
Forza Rossa Racing (FRR) war ein rumänisches Motorsportprojekt, dessen erste Teilnahme an der Formel-1-Weltmeisterschaft für das Jahr 2015 oder das Jahr 2016 vorgesehen war, das letztlich aber den Rennbetrieb nicht aufnahm. Das Projekt wurde vielfach mit dem deutsch-rumänischen Motorsportmanager Colin Kolles in Verbindung gebracht.

## Entstehungsgeschichte

### Das erste rumänische Formel-1-Projekt
Unter dem Namen Forza Rossa (italienisch für „Rote Kraft“) betreibt der ehemalige rumänische Gesundheitsminister Ion Bazac mit seiner Frau Camelia über die in Nikosia (Zypern) registrierte Forza Rossa Holding Limited gemeinsam mit einem Anteilseigner, dem Italiener Leo Taroni, einen Automobilhandel in Bukarest. Forza Rossa vertreibt unter anderem Straßensportwagen von Ferrari und Lotus.
Anfang 2014 bewarb sich Forza Rossa um einen Startplatz in der Formel 1. Es war das erste Formel-1-Projekt mit rumänischem Hintergrund. Im April des Jahres bestätigte die FIA den Eingang der Bewerbung und erklärte, zunächst die Ernsthaftigkeit des Projekts prüfen zu wollen. Nach einigen Quellen erhielt Forza Rossa im Juli 2014 die Erlaubnis, 2015 in der Formel 1 anzutreten. Kurz zuvor hatte bereits das in den USA ansässige Projekt Haas F1 die Zulassung erhalten. Eine offizielle Erklärung von Forza Rossa, die Ende Oktober 2014 veröffentlicht wurde, widersprach dieser Darstellung jedoch. Auf der provisorischen Meldeliste für 2015, die die FIA im November 2014 herausgab, erschien Forza Rossa im Gegensatz zu Caterham F1 und Manor Grand Prix nicht. Auch 2016 trat Forza Rossa nicht an.

### Colin Kolles und Caterham

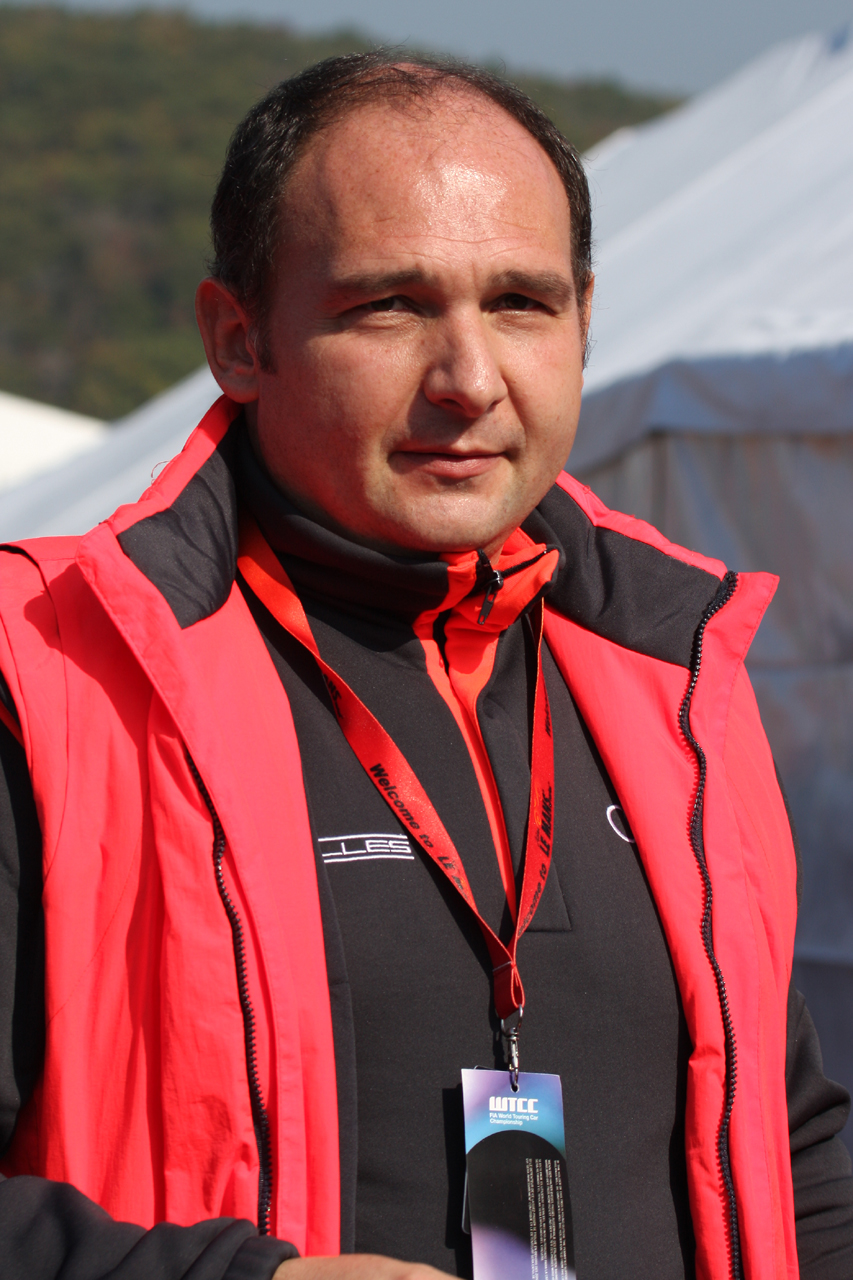
Treibende Kraft hinter Forza Rossa: Colin Kolles

Die genauen Hintergründe des Forza-Rossa-Projekts sind ungeklärt. In der Presse gab es Vermutungen, dass Forza Rossa jedenfalls zeitweise in einem engen Zusammenhang zu dem Formel-1-Team Caterham stand. Bindeglied war der deutsch-rumänische Teamchef und Motorsportmanager Colin Kolles, der zeitweise an beiden Projekten beteiligt war.
Kolles, der im mittelfränkischen Greding einen eigenen Motorsportrennstall unterhält, hatte von 2005 bis 2009 im Auftrag der jeweiligen Eigentümer die Formel-1-Teams Midland, Spyker und Force India geleitet und war 2010 und 2011 Organisator des mit spanischer Lizenz fahrenden HRT F1 Teams gewesen. Mehrere Medienberichte äußerten die Erwartung, dass der in Rumänien geborene Kolles das Forza-Rossa-Team organisieren und es – ähnlich wie einige Jahre zuvor im Falle von HRT – von Greding aus einsetzen würde.
Die Berichterstattung über das Forza-Rossa-Projekt endete zunächst im Juli 2014. Zu dieser Zeit übernahm ein schweizerisch-arabisches Konsortium namens Engavest S.A. das in Großbritannien ansässige Formel-1-Team Caterham und setzte Colin Kolles als „Berater“ des Caterham-Teams ein. Kolles' Vater Romulus wurde zeitgleich als Vorstand des Zulieferbetriebs Caterham Sports Limited (CSL) berufen. Während Kolles öffentlich erklärte, dass sein Engagement bei Caterham keinen Einfluss auf das Forza-Rossa-Projekt habe, gab es in den Medien Spekulationen, dass die Forza-Rossa-Investoren ihr Projekt zugunsten einer Fortführung des Caterham-Teams aufgegeben hatten bzw. – alternativ – Caterham als Wegbereiter für Forza Rossa nutzen wollten. Manfredi Ravetto, der in der Kolles-Ära als Teamchef von Caterham fungierte, trat dieser Behauptung allerdings entgegen. Kolles' Engagement bei Caterham endete überraschend im Oktober 2014, nachdem der Zulieferer CSL Insolvenz angemeldet hatte, Engavest sich zurückzog und die Übernahme des Rennstalls als gescheitert erklärte und als Folge daraus das Caterham-Team den Rennbetrieb hatte einstellen müssen.
Nach der Insolvenz Caterhams lebte die Berichterstattung zu Forza Rossa wieder auf. Die Fachpresse berichtete, dass Forza Rossa 2015 unter der Leitung von Colin Kolles an der Formel-1-Weltmeisterschaft teilnehmen werde. Einigen rumänischen Berichten zufolge bemühte sich Kolles um die Sicherung eines Budgets für eine Formel-1-Saison.
Neben Kolles war auch der ehemalige rumänische Fußballspieler Constantin Cojocar ein Bindeglied zwischen Forza Rossa und Caterham. Der im Motorsport unerfahrene Cojocar, der nach seinem letzten Fußballspiel 1990 24 Jahre lang nicht öffentlich in Erscheinung getreten war, sein Geld seitdem als Direktor eines rumänischen Logistik- und Transportunternehmens namens S.C. Transbus Codreanu S.R.L. verdient hatte, und sich nach eigener Darstellung erst im Juli 2014 bei Caterham als Hausmeister und Reinigungskraft beworben hatte, war wenige Tage vor der Insolvenz der Caterham Sports Limited zu deren alleinigem Vorstand gemacht worden und hatte in dieser Funktion Colin Kolles' Vater Romulus ersetzt. Cojocar äußerte sich Ende Oktober 2014 über die sportliche Zukunft von Forza Rossa. Nach seiner Darstellung habe anfänglich die Planung bestanden, dass CSL Chassis sowohl für Caterham als auch für Forza Rossa herstellen sollte.
Forza Rossa widersprach in der Ende Oktober 2014 veröffentlichten, offiziellen Erklärung der Darstellung, dass es aktuell eine offizielle Verbindung zwischen Kolles und Forza Rossa gebe. Zudem habe die Rolle von Kolles bei Caterham in keiner Weise in Zusammenhang mit dem Projekt Forza Rossa gestanden.